# Посольство Чорногорії в Україні
Посольство Республіки Чорногорія в Києві — офіційне дипломатичне представництво Чорногорії в Україні, відповідає за підтримання та розвиток відносин між Чорногорією та Україною.

## Історія посольства
Україна визнала незалежність Чорногорії 15 червня 2006 року, дипломатичні відносини встановлено через більш ніж два місяці, 22 серпня 2006 року. Посольство України в Чорногорії працює з 2008 року, Посольство Чорногорії в Україні з 2015 року.
У листопаді 2015 року Міністр закордонних справ України Павло Клімкін зустрівся з главою МЗС Чорногорії Ігорем Лукшичем і привітав рішення про відкриття посольства Чорногорії у Києві.

## Посли Чорногорії в Україні
1. Властімір Джуричанін (2006-2008) т.п.
2. Желько Радулович (Željko Radulović) (2008-2013)[3]з резиденцією в Подгориці
3. Любомир Мішуровіч (Ljubomir Mišurović) (2013-2015)[4]з резиденцією в Подгориці
4. Любомир Мішуровіч (Ljubomir Mišurović) (2015-2020), з резиденцією в Києві[5]
5. Драгіца Понорац (Dragica Ponorac) (2020-2024)[6].
6. Борянка Симічевич (Borjanka Simicevic) (з 2024)[7]

## Почесне консульство Чорногорії в Україні
Почесний консул: Довгий Станіслав Олексійович

Адреса: 03151, м. Київ, вул. М. Мішина, 3

Вебсайт:	http://montenegroconsulate.kiev.ua/ [Архівовано 24 травня 2017 у Wayback Machine.]